# Macrothemis guarauno
Macrothemis guarauno is een libellensoort uit de familie van de korenbouten (Libellulidae), onderorde echte libellen (Anisoptera).
De wetenschappelijke naam Macrothemis guarauno is voor het eerst geldig gepubliceerd in 1957 door Rácenis.